# Újezd (ort i Tjeckien, Mellersta Böhmen)
Újezd är en ort i Tjeckien.   Den ligger i regionen Mellersta Böhmen, i den centrala delen av landet, 50 km sydväst om huvudstaden Prag. Újezd ligger 419 meter över havet och antalet invånare är 558.
Terrängen runt Újezd är platt åt nordväst, men åt sydost är den kuperad.  Trakten runt Újezd är nära nog obefolkad, med mindre än två invånare per kvadratkilometer. Närmaste större samhälle är Příbram, 20,0 km sydost om Újezd. I omgivningarna runt Újezd växer i huvudsak blandskog.